# Nord CT41
El Nord CT.41 Narwhal fue un blanco aéreo no tripulado, diseñado y construido por la Nord Aviation a finales de los años 50 del siglo XX, con el propósito de proporcionar entrenamiento en la interceptación de aviones bombarderos supersónicos.

## Diseño y desarrollo
Comenzando su desarrollo en 1957, el CT.41 usaba una configuración canard, con un ala corta y recta localizada a mitad del fuselaje, con motores estatorreactores montados en las puntas alares. Lanzado usando una rampa elevadora, dos aceleradores cohete de combustible sólido proporcionaban el empuje inicial tras el lanzamiento, iniciándose los estatorreactores a la velocidad de Mach 1,7. El control se realizaba por guía radio, el avión podía ser equipado con amplificadores electrónicos y bengalas para aumentar su firma de blanco. Fueron producidos dos modelos, el CT.41A para uso a gran altitud, y el CT.41B para entrenamiento a baja altitud. Si el dron no era derribado, se podía recuperar por medio de un paracaídas.

## Historia operacional
El CT.41 comenzó los vuelos de prueba durante 1959, empezando la producción más tarde aquel año; fueron construidos 62 aviones para ser usados por la Fuerza Aérea Francesa. Sólo tuvieron un breve servicio antes de ser retirados, debido a que eran demasiado rápidos para proporcionar un entrenamiento práctico a los pilotos de interceptores. Hawker Siddeley adquirió una licencia de fabricación del modelo en noviembre de 1960. Seis fueron comprados por la Bell Aircraft para evaluación por la Armada de los Estados Unidos; Bell adquirió una licencia de producción del modelo, que en 1962 recibió la designación estadounidense PQM-56A. Los PQM-56A fueron dados de baja para el servicio a principios de los años 70.

## Variantes
CT.41A
Variante de producción para uso a gran altitud.
CT.41B
Variante de producción para uso a baja altitud.
Bell PQM-56A
Designación estadounidense del modelo fabricado bajo licencia.

## Operadores
Estados Unidos
- Armada de los Estados Unidos

 Francia
- Armée de l'air

## Especificaciones
Referencia datos: 

### Características generales
- Longitud: 9,8 m (32,2 ft)
- Envergadura: 3,7 m (12,1 ft)
- Altura: 2,2 m (7,2 ft)
- Peso cargado: 1297,3 kg (2859,2 lb)
- Peso máximo al despegue: 2550,1 kg con aceleradores
- Planta motriz: 2× estatorreactor Type 625, más 2 aceleradores cohete de combustible sólido.

### Rendimiento
- Velocidad nunca excedida (Vne): Mach 3,1
- Alcance: 14 minutos
- Techo de vuelo: 19 812 m (65 000 ft)

## Aeronaves relacionadas

### Secuencias de designación
- Secuencia __M-_ (Misiles y drones estadounidenses, 1962-presente): ← AGM-53 - AIM-54 - RIM-55 - PQM-56 - MQM-57 - MQM-58 - RGM-59 →